# Суловце
Суловце (слч. Súlovce) насељено је мјесто са административним статусом сеоске општине (слч. obec) у округу Топољчани, у Њитранском крају, Словачка Република.

## Становништво
| Година:    | 1994. | 2004.   | 2014.   | 2024.    |
| ---------- | ----- | ------- | ------- | -------- |
| Број људи: | 502   | 502     | 479     | 541      |
| Разлика:   |       | +1,42 % | -4,58 % | +12,94 % |

| Година:    | 2023. | 2024.   |
| ---------- | ----- | ------- |
| Број људи: | 537   | 541     |
| Разлика:   |       | +0,74 % |

Према подацима о броју становника из 2011. године насеље је имало 487 становника.